# Neobuccella
Neobuccella es un género de foraminífero bentónico de la familia Trichohyalidae, de la superfamilia Chilostomelloidea, del suborden Rotaliina y del orden Rotaliida. Su especie tipo es Neobuccella elaborata. Su rango cronoestratigráfico abarca el Holoceno.

## Clasificación
Neobuccella incluye a las siguientes especies:
- Neobuccella angelensis
- Neobuccella babsae
- Neobuccella colnettensis
- Neobuccella elaborata